# Jugendbildungsstätte Hindelang
Die Jugendbildungsstätte Hindelang ist eine Schutzhütte der Kategorie II der Jugend des Deutschen Alpenvereins (JDAV) und eine der 13 Jugendbildungsstätten in Bayern. Sie liegt in den Allgäuer Alpen in Deutschland. Es handelt sich um eine bewirtschaftete Hütte. Sie trägt als JBS Alpenhof, der ehemalige Name des Hauses, seit 1997 als eine der ersten Hütten des DAV das Umweltgütesiegel für Alpenvereinshütten.

## Geschichte
Schon 1973 beabsichtigte der Deutsche Alpenverein, eine eigene Jugendbildungsstätte zu schaffen. Das Haus Sonnenhalde in Burgberg im Allgäu konnte 1977 gepachtet und um eine Selbstversorgereinheit erweitert werden. Das Haus wurde mit den Jahren zu klein und entsprach den Ansprüchen nicht mehr, außerdem wurde es immer renovierungsbedürftiger. Aus diesen Gründen suchte der DAV nach einer neuen Begegnungsstätte.
1990 erwarb der DAV für seine Jugendarbeit ein schön gelegenes großes Objekt in Bad Oberdorf ein Ortsteil des Marktes Bad Hindelang. Mit erheblichem Aufwand wurde von 1992 bis 1993 das Landhaus modernisiert und erweitert. Am 1. Februar 1994 war der Umzug von Burgberg nach  Bad Hindelang abgeschlossen. Im Außengelände wurde 1997 einer der ersten Hochseilgärten der Region erstellt. Der Alpenhof, so der ursprüngliche Name des Hauses, war 1932/33 als Hotel errichtet worden. Der Entwurf, der traditionelle und moderne Formelemente mischte, stammt vom Architekten Lois Welzenbacher. Der Auftrag für das Haus kam vom Hamburger Tabakgroßhändler Walter Wegener. Mit den Jahren verschwand der Begriff „Alpenhof“ und der Name „Jugendbildungsstätte Hindelang“, kurz „JuBi“, setzte sich durch. Von 2009 bis 2011 wurde die „JuBi“ mit hohem finanziellem Aufwand sicherheitstechnisch, energetisch und optisch unter Beachtung denkmalschutztechnischer Aspekte saniert.

## Jugendbildungsstätte Hindelang

### Grundsätze und Bildungsziele der JDAV
„die Unterstützung der Persönlichkeitsentwicklung junger Menschen,

den Erwerb von Kompetenzen zu einer verantwortungsvollen Ausübung des Bergsports und das Erleben von unvergesslichen Erfahrungen – in den Bergen und darüber hinaus,

das Erfahren von Mitwirkung und die Ermutigung zum Engagement,

die Ermutigung junger Menschen für Vielfalt und Gerechtigkeit einzustehen und

die Übernahme von Verantwortung für Natur, Umwelt und zukünftige Generationen – für die nachhaltige Gestaltung all unserer Aktivitäten.“

### Teamer der JuBi
Die Teamer an der JuBi sind fachsportlich und ökologisch qualifizierte, pädagogische Fachkräfte. Sie führen erlebnispädagogische Maßnahmen für verschiedene Zielgruppen im Gebirge und dem voralpinen Raum unter der besonderen Berücksichtigung ökologischer Aspekte pädagogisch zielgerichtet durch. Die JuBi orientiert sich dabei an den Qualitätsstandards des Bayerischen Jugendrings (BJR) für die Durchführung erlebnispädagogischer Maßnahmen.

### Zertifizierung
Seit 2008 entwickeln die Jugendbildungsstätten in Bayern ihr Zertifizierungssystem kontinuierlich weiter. In seiner aktuellen Form findet das Peer Review zur Qualitätssicherung der Häuser und Seminarprogramme seit 2011 im zweijährigen Rhythmus statt. So garantieren die vom Bayerischen Jugendring anerkannten und geförderten Jugendbildungsstätten in Bayern verbindliche gemeinsame Qualitätsstandards, die im Sinne ihrer Gäste regelmäßig überprüft und verbessert werden.

## Anfahrt
Die Parkmöglichkeiten vor dem Haus sind beschränkt.

## Umliegende Hütten
- Haus Schattwald, Selbstversorgerhütte, Allgäuer Alpen 1100 m
- Schwarzenberghütte, bewirtschaftete Hütte, Allgäuer Alpen 1380 m
- Edmund-Probst-Haus, bewirtschaftete Hütte, Allgäuer Alpen 1932 m
- Älpele-Alpe, Alpe, Allgäuer Alpen 1336 m
- Kammeregg-Alpe, Sennalpe, Allgäuer Alpen 1129 m
- Obere Richteralpe, Alpe, Allgäu 1370 m
- Mitterhof, Private Hütte, Allgäu 1399 m[7]

## Touren und Gipfel
- Palmweg zur Iselerplatz-Hütte, Wanderung, Allgäu, 10,1 km, 4 Std.
- Allgäu: Hindelang – Palmweg – Iseler, Wanderung, Allgäu, 4,2 km, 2 Std.
- Isler Kühgundkopf Kühgundspitze Überschreitung, Wanderung, Allgäu, 16,3 km, 7 Std.
- Wildbachtobel, Wanderung, Allgäu, 2,2 km, 1 Std.
- Hirschbachtobel, Wildbachtobel und Schleierfall 2020, Wanderung, Allgäu, 9,3 km, 3,3 Std.[7]

## Wintersport
- BadOberdorf, Ostrach, Burgschrofen, Winterwanderung, Allgäu, 23,2 km, 5 Std.
- Rodeln auf der Alten Jochstraße, Rodeln, Oberallgäu, 4,1 km, 0,5 Std.
- SNOOC – Schlittelbahn in der ehemaligen Jochstrasse, Rodeln, Allgäu, 4,1 km, 2,5 Std.[7]
- Skigebiete Bad Hindelang.[8]

## Karten
- Zumstein Wanderkarte Bad Hindelang: 1:25.000 (Zumstein Wanderkarten) Landkarte – Gefaltete Karte. ISBN 978-3-941869-53-0
- Kompass Karten Tannheimer Tal: 3in1 Wanderkarte 1:35.000 mit Panorama inklusive Karte zur offline Verwendung in der KOMPASS-App. Fahrradfahren, Langlaufen. (KOMPASS-Wanderkarten, Band 4) Landkarte – Gefaltete Karte. ISBN 978-3-99044-631-7